# Discographie d'Indochine
Pour un article plus général, voir Indochine (groupe).

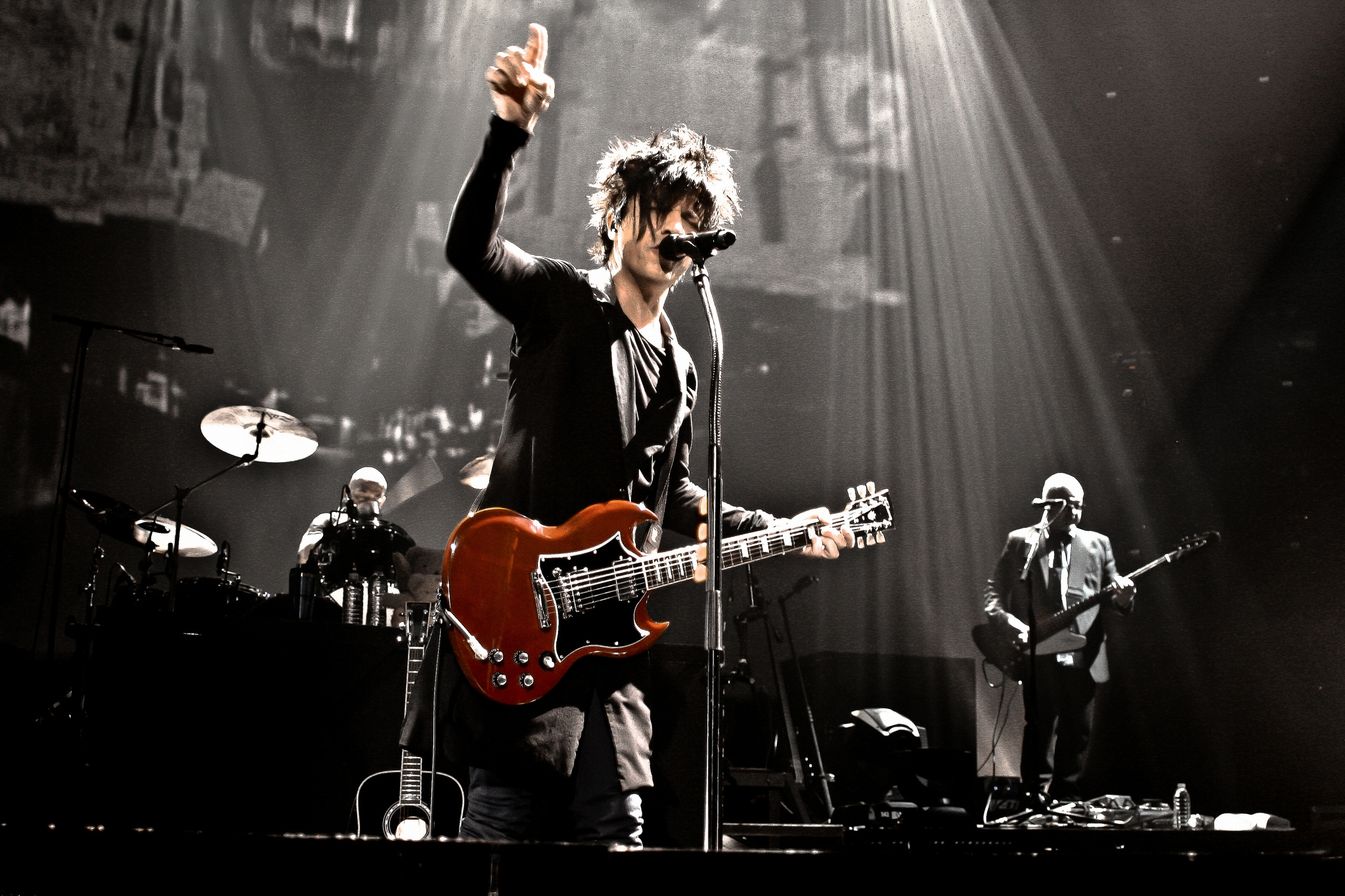
Indochine lors du Météor Tour en 2009

Cette page liste la discographie du groupe Indochine.

## Albums studio
| Titre                     | Détails                                                                          | Meilleure position | Meilleure position | Meilleure position | Meilleure position | Meilleure position | Certifications,          | Ventes    |
| Titre                     | Détails                                                                          | [ 4 ]              | (Wal)              | [ 6 ]              | (Rom)              | [ 8 ]              | Certifications,          | Ventes    |
| ------------------------- | -------------------------------------------------------------------------------- | ------------------ | ------------------ | ------------------ | ------------------ | ------------------ | ------------------------ | --------- |
| L'Aventurier              | Sortie : 15 novembre 1982 Formats : LP, K7, CD                                   | -                  | -                  | -                  | -                  | 50                 |                          | 250 000   |
| Le Péril Jaune            | Sortie : 28 novembre 1983 Formats : LP, K7, CD                                   | -                  | -                  | -                  | -                  | 9                  |                          | 225 000   |
| 3                         | Sortie : 10 mai 1985 Formats : LP, K7, CD                                        | 2                  | -                  | -                  | -                  | 9                  | - Platine                | 750 000   |
| 7000 Danses               | Sortie : 12 octobre 1987 Formats : LP, K7, CD                                    | 5                  | -                  | -                  | -                  | -                  | - 2 × Or                 | 320 000   |
| Le Baiser                 | Sortie : 5 février 1990 Formats : LP, K7, CD                                     | 9                  | -                  | -                  | -                  | -                  | - Or                     | 200 000   |
| Un Jour Dans Notre Vie    | Sortie : 22 novembre 1993 Formats : CD, K7                                       | -                  | -                  | -                  | -                  | -                  |                          | 90 000    |
| Wax                       | Sortie : 4 novembre 1996 Formats : CD, K7                                        | -                  | -                  | -                  |                    | -                  |                          | 60 000    |
| Dancetaria                | Sortie : 24 août 1999 Formats : CD, MD, LP, K7                                   | 14                 | 7                  | -                  | -                  | -                  |                          | 120 000   |
| Paradize                  | Sortie : 12 mars 2002 Formats : CD, K7                                           | 2                  | 1                  | 6                  | -                  | -                  | - Diamant - Platine - Or | 1 500 000 |
| Alice & June              | Sortie : 19 décembre 2005 Formats : CD                                           | 1                  | 1                  | 17                 | -                  | -                  | - Platine - Or           | 450 000   |
| La République Des Meteors | Sortie : 9 mars 2009 Formats : CD, LP, DP                                        | 2                  | 2                  | 4                  | -                  | -                  | - Platine - Or - Or      | 300 000   |
| Black City Parade         | Sortie : 11 février 2013 23 juin 2014 (ré-édition) Formats : CD, LP, DP          | 1                  | 1                  | 3                  | 1                  | -                  | - 2 × Platine            | 250 000   |
| 13                        | Sortie : 8 septembre 2017 16 novembre 2018 (ré-édition) Formats : CD, LP, DP, K7 | 1                  | 1                  | 1                  | 1                  | -                  | - Diamant - Or           | 500 000   |
| Babel Babel               | Sortie : 7 septembre 2024 Formats : CD, LP                                       | 1                  | 1                  | 3                  | -                  | -                  | - Platine                | 216 000   |
| TOTAL                     | 14 albums studio                                                                 | -                  | -                  | -                  | -                  | -                  | -                        | 5 000 000 |

Les cases grisées signifient que les classements de ce pays n'existaient pas lors de la sortie du disque ou que ceux-ci sont indisponibles.

### Rééditions
| Titre                           | Détails                                   | Meilleure position | Meilleure position | Meilleure position | Meilleure position | Certifications | Ventes |
| Titre                           | Détails                                   | [ 4 ]              | (Wal)              | [ 6 ]              | (Rom)              | Certifications | Ventes |
| ------------------------------- | ----------------------------------------- | ------------------ | ------------------ | ------------------ | ------------------ | -------------- | ------ |
| Paradize +10                    | Sortie : 13 février 2012 Formats : CD, LP | 3                  | 1                  | 41                 | 8                  | - Or           | 50 000 |
| Paradize +10: Davout Session    | Sortie : 28 février 2012 Format : digital | -                  | -                  | -                  | -                  |                |        |
| Paradize +10: Single Collection | Sortie : 5 juin 2012 Format : CD          | -                  | -                  | -                  | -                  |                | 500    |

## Albums live
| Titre                   | Détails                                            | Meilleure position | Meilleure position | Meilleure position | Meilleure position | Meilleure position | Certifications | Ventes    |
| Titre                   | Détails                                            | [ 4 ]              | (Wal)              | [ 6 ]              | (Rom)              | Drapeau du Pérou   | Certifications | Ventes    |
| ----------------------- | -------------------------------------------------- | ------------------ | ------------------ | ------------------ | ------------------ | ------------------ | -------------- | --------- |
| Au Zénith               | Sortie : 20 octobre 1986 Formats : CD, LP, K7      | 7                  | -                  | -                  | -                  | 1                  | - 2 × Or       | 350 000   |
| Collector 92            | Sortie : 1992 Format : CD                          | -                  | -                  | -                  | -                  | -                  |                | 500       |
| Radio Indochine         | Sortie : 12 décembre 1994 Formats : CD, K7         | -                  | 44                 | -                  | -                  | -                  |                | 40 000    |
| Indo Live               | Sortie : 7 novembre 1997 Formats : 2CD, K7         | 12                 | 13                 | -                  | -                  | -                  | - Or           | 300 000   |
| Nuits Intimes           | Sortie : 9 janvier 2001 Formats : DP, K7           | 22                 | 12                 | -                  | -                  | -                  |                | 80 000    |
| 3.6.3                   | Sortie : 5 janvier 2004 Formats : CD, 2DP+DVD      | 1                  | 1                  | 41                 | -                  | -                  | - 2 × Or       | 200 000   |
| Hanoi                   | Sortie : 19 février 2007 Formats : CD, 2DP         | 1                  | 1                  | 7                  | -                  | -                  | - Or           | 100 000   |
| Alice & June Tour       | Sortie : 3 décembre 2007 Formats : 2DP, CTD        | 15                 | 12                 | 39                 | -                  | -                  |                | 30 000    |
| Le Meteor Sur Bruxelles | Sortie : 21 juin 2010 Format : digital             | 2                  | 12                 | -                  | -                  | -                  |                | 5 000     |
| Putain De Stade         | Sortie : 17 janvier 2011 Formats : 2DP, box        | 2                  | 1                  | 11                 | 1                  | -                  | - Or           | 80 000    |
| Black City Tour         | Sortie : 1er décembre 2014 Formats : 2DP, box, 4LP | 10                 | 8                  | 66                 | 14                 | -                  | - Or           | 55 000    |
| Black City Concerts     | Sortie : 4 décembre 2015 Formats : 2DP, 4LP, box   | 25                 | 9                  | 92                 | 28                 | -                  |                | 30 000    |
| Central Tour            | Sortie : 13 janvier 2023 Formats : 3DP, 4LP        | 1                  | 1                  | -                  | 9                  | -                  | - Or           | 100 000   |
| TOTAL                   | 13 albums live                                     | -                  | -                  | -                  | -                  | -                  | -              | 1 370 000 |

## Compilations
| Titre                        | Détails                                                     | Meilleure position | Meilleure position | Meilleure position | Meilleure position | Certifications | Ventes    |
| Titre                        | Détails                                                     | [ 4 ]              | (Wal)              | [ 6 ]              | (Rom)              | Certifications | Ventes    |
| ---------------------------- | ----------------------------------------------------------- | ------------------ | ------------------ | ------------------ | ------------------ | -------------- | --------- |
| Indochine                    | Sortie : 1988 Formats : LP, K7                              | -                  | -                  | -                  | -                  |                | 10 000    |
| Le Birthday Album 1981-1991  | Sortie : 6 novembre 1991 Formats : CD, K7                   | 3                  | -                  | -                  | -                  | - Or           | 600 000   |
| Unita                        | Sortie : 19 février 1996 Formats : CD, K7                   | 6                  | 16                 | -                  | -                  | - Or           | 180 000   |
| Les Versions Longues         | Sortie : 15 février 1996 Format : CD                        | -                  | 49                 | -                  | -                  |                | 20 000    |
| Génération Indochine         | Sortie : 10 avril 2000 Formats : CD, K7                     | 3                  | 18                 | -                  | -                  | - Or           | 240 000   |
| Le Birthday Album 1981-1996  | Sortie : 29 juin 2004 Format : 2SACD                        | 4                  | 49                 | -                  | -                  |                | 100 000   |
| Singles Collection 2001-2021 | Sortie : 28 août 2020 Formats : 2DS, 3DS, 5LP, 2K7          | 1                  | 1                  | 3                  | 1                  | - 2 × Platine  | 235 000   |
| Singles Collection 1981-2001 | Sortie : 11 décembre 2020 Formats : 3DS, 4DS, 4LP, 2K7, box | 1                  | 1                  | 9                  | 28                 | - 2 × Platine  | 210 000   |
| TOTAL                        | 8 compilations                                              | -                  | -                  | -                  | -                  | -              | 1 595 000 |

## Singles
| Titre                                            |  | Détails | Meilleure position | Meilleure position | Meilleure position | Meilleure position | Meilleure position | Albums                         |
| Titre                                            |  | Détails | , (Ventes)         | (Wal)              | [ 6 ]              | (Rom)              | [ 8 ]              | Albums                         |
| ------------------------------------------------ |  | --- | ------------------ | ------------------ | ------------------ | ------------------ | ------------------ | ------------------------------ |
| Dizzidence Politik                               |  | Sortie : février 1982 Format : 45T                                                                                     | -                  |                    | -                  |                    | -                  | L'Aventurier                   |
| L'Aventurier                                     |  | Sortie : décembre 1982 Format : 45T                                                                                    | 4                  |                    | -                  |                    | -                  | L'Aventurier                   |
| Miss Paramount                                   |  | Sortie : 28 novembre 1983 Format : 45T                                                                                 | 14                 |                    | -                  |                    | -                  | Le Péril Jaune                 |
| Kao Bang                                         |  | Sortie : mai 1984 Formats : 45T, M45T                                                                                  | 33                 |                    | -                  |                    | 9                  | Le Péril Jaune                 |
| Canary Bay                                       |  | Sortie : avril 1985 Formats : 45T, 45T "picture disc", M45T                                                            | 29                 |                    | -                  |                    | 8                  | 3                              |
| 3e sexe - Trois nuits par semaine                |  | Sortie : 18 octobre 1985 Formats : 45T, M45T                                                                           | 3                  |                    | -                  |                    | -                  | 3                              |
| Tes yeux noirs                                   |  | Sortie : mai 1986 Formats : 45T, M45T, M45T "picture disc"                                                             | 8                  |                    | -                  |                    | -                  | 3                              |
| À l'assaut (des ombres sur l'O)                  |  | Sortie : 7 octobre 1986 Format : 45T                                                                                   | -                  |                    | -                  |                    | -                  | 3                              |
| Les Tzars                                        |  | Sortie : 24 juin 1987 Formats : 45T, M45T                                                                              | 17                 |                    | -                  |                    | -                  | 7000 danses                    |
| La machine à rattraper le temps                  |  | Sortie : décembre 1987 Formats : 45T, M45T                                                                             | -                  |                    | -                  |                    | -                  | 7000 danses                    |
| La chevauchée des champs de blé                  |  | Sortie : 10 juin 1988 Formats : 45T, M45T, MCD                                                                         | -                  |                    | -                  |                    | -                  | 7000 danses                    |
| Le Baiser                                        |  | Sortie : 19 janvier 1990 Formats : 45T, 45T "picture disc", MCD, K7                                                    | 23                 |                    | -                  |                    | -                  | Le Baiser                      |
| Des fleurs pour Salinger                         |  | Sortie : mai 1990 Formats : 45T, M45T, MCD, K7                                                                         | -                  |                    | -                  |                    | -                  | Le Baiser                      |
| Punishment Park                                  |  | Sortie : 25 février 1991 Formats : 45T, M45T, MCD                                                                      | -                  |                    | -                  |                    | -                  | Le Baiser                      |
| La guerre est finie...                           |  | Sortie : 25 octobre 1991 Formats : 45T, M45T, MCD, K7                                                                  | -                  |                    | -                  |                    | -                  | Le Birthday Album (1981-1991)  |
| Savoure le rouge                                 |  | Sortie : 19 novembre 1993 Formats : CD, K7                                                                             | -                  |                    | -                  |                    | -                  | Un jour dans notre vie         |
| Un jour dans notre vie                           |  | Sortie : mars 1994 Formats : CD, K7                                                                                    | -                  |                    | -                  |                    | -                  | Un jour dans notre vie         |
| Sur les toits du monde                           |  | Sortie : 1994 Format : CD                                                                                              | -                  |                    | -                  |                    | -                  | Un jour dans notre vie         |
| 3e sexe                                          |  | Sortie : novembre 1994 Format : CD                                                                                     | -                  |                    | -                  |                    | -                  | Radio Indochine                |
| Des fleurs pour Salinger (Live)                  |  | Sortie : 1995 Format : CD                                                                                              | -                  | -                  | -                  |                    | -                  | Radio Indochine                |
| Kissing My Song                                  |  | Sortie : 11 mars 1996 Formats : CD, MCD                                                                                | -                  | -                  | -                  |                    | -                  | Unita                          |
| Drugstar                                         |  | Sortie : 27 septembre 1996 Format : CD                                                                                 | -                  | -                  | -                  |                    | -                  | Wax                            |
| Je n' embrasse pas                               |  | Sortie : 17 janvier 1997 Format : CD                                                                                   | -                  | -                  | -                  |                    | -                  | Wax                            |
| Satellite                                        |  | Sortie : 6 juin 1997 Format : CD                                                                                       | -                  | -                  | -                  |                    | -                  | Wax                            |
| L'Aventurier                                     |  | Sortie : 3 octobre 1997 Format : CD                                                                                    | -                  | -                  | -                  |                    | -                  | Indo Live                      |
| Mes regrets/troisième sexe                       |  | Sortie : 30 avril 1998 Format : CD                                                                                     | -                  | -                  | -                  |                    | -                  | Indo Live                      |
| Juste toi et moi                                 |  | Sortie : 29 juin 1999 Format : CD                                                                                      | 86                 | 37                 | -                  |                    | -                  | Dancetaria                     |
| Stef II                                          |  | Sortie : 20 mars 2000 Format : CD                                                                                      | -                  | -                  | -                  |                    | -                  | Dancetaria                     |
| Atomic Sky (Belgique uniquement)                 |  | Sortie : 8 mai 2000 Format : CD                                                                                        | -                  | -                  | -                  |                    | -                  | Dancetaria                     |
| Dancetaria                                       |  | Sortie : 13 juin 2000 Format : CD                                                                                      | -                  | -                  | -                  |                    | -                  | Dancetaria                     |
| Justine                                          |  | Sortie : 14 novembre 2000 Formats : CD, MCD                                                                            | 90                 | -                  | -                  |                    | -                  | Dancetaria                     |
| Tes yeux noirs (Live acoustique)                 |  | Sortie : 9 janvier 2001 Format : CD                                                                                    | -                  | -                  | -                  |                    | -                  | Nuits intimes                  |
| Punker                                           |  | Sortie : 11 février 2002 Format : MCD                                                                                  | 67                 | -                  | -                  |                    | -                  | Paradize                       |
| J'ai demandé à la lune                           |  | Sortie : 8 avril 2002 Formats : CD, CD "puzzle haut", CD "puzzle bas"                                                  | 1                  | 1                  | 4                  |                    | -                  | Paradize                       |
| Mao Boy!                                         |  | Sortie : 30 septembre 2002 Formats : CD, CD "puzzle haut", CD "puzzle bas", MCD, M45T "puzzle haut", M45T "puzzle bas" | 18                 | 20                 | -                  |                    | -                  | Paradize                       |
| On Aime, On Aide                                 |  | Sortie : 1er décembre 2002 Format : CD                                                                                 | -                  | -                  | -                  | -                  | -                  | Non-album single               |
| Le Grand Secret                                  |  | Sortie : 3 mars 2003 Formats : CD, MCD, 2M45T                                                                          | 9                  | 35                 | 37                 |                    | -                  | Paradize                       |
| Marilyn                                          |  | Sortie : 15 juillet 2003 Formats : CD, MCD, 2M45T, DVD                                                                 | 22                 | 25                 | 71                 |                    | -                  | Paradize                       |
| Un singe en hiver                                |  | Sortie : 3 novembre 2003 Format : CD                                                                                   | 19                 | 15                 | 69                 |                    | -                  | Paradize                       |
| Electrastar (Live)                               |  | Sortie : 17 décembre 2003 Format : CD                                                                                  | -                  | -                  | -                  |                    | -                  | 3.6.3                          |
| Popstitute (Live)                                |  | Sortie : 7 avril 2004 Format : CD                                                                                      | -                  | -                  | -                  |                    | -                  | 3.6.3                          |
| Drugstar (remasterisé                            |  | Sortie : 29 juin 2004 Format : CD                                                                                      | -                  | -                  | -                  | -                  | -                  | Le Birthday Album 1981-1996    |
| Alice et June                                    |  | Sortie : 14 novembre 2005 Format : MDP+DVD                                                                             | 16                 | 2                  | 52                 |                    | -                  | Alice et June                  |
| Ladyboy                                          |  | Sortie : 10 avril 2006 Format : CD                                                                                     | 19                 | 15                 | 58                 |                    | -                  | Alice et June                  |
| Adora                                            |  | Sortie : 18 septembre 2006 Format : CD                                                                                 | 20                 | 34                 | 70                 |                    | -                  | Alice et June                  |
| Pink Water 3                                     |  | Sortie : 1er décembre 2006 Format : CD                                                                                 | -                  | -                  | -                  |                    | -                  | Alice et June                  |
| Salômbo (Live)                                   |  | Sortie : mai 2007 Format : CD                                                                                          | -                  | -                  | -                  |                    | -                  | Hanoï                          |
| Crash Me (Live)                                  |  | Sortie : 15 octobre 2007 Format : CD                                                                                   | -                  | -                  | -                  |                    | -                  | Alice & June Tour              |
| You Spin Me Round                                |  | Sortie : 20 mai 2008 Format : CD                                                                                       | -                  | -                  | -                  |                    | -                  | La République des Meteors      |
| Little Dolls                                     |  | Sortie : 10 décembre 2008 Format : CD                                                                                  | 17                 | 5                  | -                  |                    | -                  | La République des Meteors      |
| Play Boy                                         |  | Sortie : 6 avril 2009 Format : CD                                                                                      | -                  | -                  | -                  |                    | -                  | La République des Meteors      |
| Le Lac                                           |  | Sortie : 24 août 2009 Format : CD                                                                                      | 11                 | -                  | -                  |                    | -                  | La République des Meteors      |
| Un ange à ma table                               |  | Sortie : 12 janvier 2010 Format : CD                                                                                   | -                  | -                  | -                  | -                  | -                  | La République des Meteors      |
| Le dernier jour                                  |  | Sortie : 26 juillet 2010 Format : CD                                                                                   | -                  | -                  | -                  | -                  | -                  | La République des Meteors      |
| Un ange à ma table (version japonaise avec Amwe) |  | Sortie : 21 mars 2011 Format : CD                                                                                      | -                  | -                  | -                  | -                  | -                  | Non-album single               |
| Memoria                                          |  | Sortie : 15 novembre 2012 Format : digital                                                                             | 13                 | 6                  | -                  | -                  | -                  | Black City Parade              |
| College Boy                                      |  | Sortie : 13 mai 2013 Formats : MCD, M45T                                                                               | 28                 | -                  | -                  | -                  | -                  | Black City Parade              |
| Black City Parade                                |  | Sortie : 4 novembre 2013 Formats : MCD, M45T                                                                           | 31                 | -                  | -                  | -                  | -                  | Black City Parade              |
| Belfast                                          |  | Sortie : 10 mars 2014 Formats : MCD, M45T                                                                              | 18                 | -                  | -                  | -                  | -                  | Black City Parade              |
| Traffic Girl                                     |  | Sortie : 19 mai 2014 Format : digital                                                                                  | 187                | -                  | -                  | -                  | -                  | Black City Parade              |
| La vie est belle                                 |  | Sortie : 9 juin 2017 Format : digital                                                                                  | 1                  | 6                  | 73                 | 6                  | -                  | 13                             |
| Un été français                                  |  | Sortie : 5 janvier 2018 (radio), 9 février 2018 (physique) Formats : MDS, M45T, K7                                     | 1                  | 12                 | -                  | -                  | -                  | 13                             |
| Station 13                                       |  | Sortie : 15 juin 2018 Formats : MDS, M45T, K7                                                                          | 1                  | -                  | -                  | -                  | -                  | 13                             |
| Song for a Dream                                 |  | Sortie : 13 septembre 2018 (radio), 7 décembre 2018 (physique) Formats : MDS, M45T, K7                                 | 2                  | 45                 | -                  | -                  | -                  | 13                             |
| Karma Girls                                      |  | Sortie : 13 mars 2019 (radio), 14 juin 2019 (physique) Formats : MDS, M45T, K7                                         | 1                  | -                  | -                  | -                  | -                  | 13                             |
| Gloria                                           |  | Sortie : 13 septembre 2019 (radio) Formats : MDS                                                                       | -                  | -                  | -                  | -                  | -                  | 13                             |
| Nos célébrations                                 |  | Sortie : 26 mai 2020 Format : MDS                                                                                      | 1                  | 12                 | -                  | 1                  | -                  | Singles Collection (2001-2021) |
| 3SEX (avec Christine and the Queens)             |  | Sortie : 25 novembre 2020 Format : digital, CD, M45T                                                                   | 3                  | 8                  | -                  | -                  | -                  | Singles Collection (1981-2001) |
| Le Chant des cygnes                              |  | Sortie : 14 juin 2024 Format : digital, MDS, M45T                                                                      | 27                 | 17                 | -                  | -                  | -                  | Babel Babel                    |
| La Belle Et La Bête                              |  | Sortie : 6 décembre 2024 Format : digital, MDS, M45T                                                                   | -                  | -                  | -                  | -                  | -                  | Babel Babel                    |
| L’Amour Fou                                      |  | Sortie : 25 avril 2025 Format: Digital, MDS, M45T                                                                      | -                  | -                  | -                  | -                  | -                  | Babel Babel                    |

## DVD
| Titre                       | Détails                                           | Meilleure position   | Meilleure position     | Meilleure position   |
| Titre                       | Détails                                           | Drapeau de la France | Drapeau de la Belgique | Drapeau de la Suisse |
| --------------------------- | ------------------------------------------------- | -------------------- | ---------------------- | -------------------- |
| Au Zénith                   | Sortie : 20 octobre 1986 Format : VHS             | -                    | -                      | -                    |
| Tour 88                     | Sortie : avril 1989 Format : VHS                  | -                    | -                      | -                    |
| Le Birthday Album 1981-1991 | Sortie : 6 novembre 1991 Format : VHS             | -                    | -                      | -                    |
| Unita                       | Sortie : 19 février 1996 Format : VHS             | -                    | -                      | -                    |
| Indo Live                   | Sortie : 7 novembre 1997 Formats : VHS, DVD       | 4                    | -                      | -                    |
| Les Divisions De La Joie    | Sortie : 16 avril 2002 Formats : DVD, VHS         | 16                   | -                      | -                    |
| Paradize Show               | Sortie : 8 mars 2004 Formats : 3DVD               | 2                    | -                      | -                    |
| L'Intégrale Des Clips       | Sortie : 14 décembre 2004 Formats : DVD           | 2                    | -                      | -                    |
| Hanoi                       | Sortie : 19 février 2007 Formats : 2DVD, 3DVD     | 1                    | -                      | -                    |
| Alice & June Tour           | Sortie : 3 décembre 2007 Formats : 2DVD, 3DVD     | 2                    | -                      | -                    |
| Putain De Stade             | Sortie : 17 janvier 2011 Formats : 2DVD, 3DVD, BR | 1                    | -                      | -                    |
| Black City Parade, Le Film  | Sortie : 24 juin 2013 Formats : DVD, BR           | 1                    | -                      | -                    |
| Black City Tour             | Sortie : 1er décembre 2014 Formats : 2DVD, BR     | 1                    | -                      | -                    |
| Black City Concerts         | Sortie : 4 décembre 2015 Formats : 2DVD, BR       | 1                    | -                      | -                    |
| Central Tour                | Sortie : 13 janvier 2023 Formats : 3DVD, BR       | 1                    | -                      | -                    |

## Inédits, reprises et collaborations
Tout au long de sa carrière, le groupe a enregistré de nombreuses chansons inédites ou des reprises, plus ou moins rares. Certaines sont introuvables, d'autres ont été rendues disponibles en 2001 sur le site officiel, à l'occasion des 20 ans d'existence du groupe. En voici une liste non exhaustive :

### Inédits
- La Dernière Fille Avant La Guerre : titre joué sur scène entre 1981 et 1983
- Manchù : instrumental composé par Stéphane Sirkis joué sur scène entre 1983 et 1984. Ce morceau deviendra en 1985 le générique de l'émission Super Platine animée par Jacky
- Paris Brûle-t-il ? : inédit enregistré en 1987 pour l'album 7000 danses. Édité sur CD collector en 1992 pour les membres du fan-club officiel de l'époque.
- La Guerre Est Finie... : inédit figurant sur la compilation Le Birthday Album (1981-1991)
- Petit Jésus : inédit enregistré en 1993 figurant sur le single Un jour dans notre vie, ainsi que sur la compilation Génération Indochine
- Le Doigt Sur Ton Étoile : inédit enregistré en 2001 et figurant sur un DVD offert avec les 30 000 premiers exemplaires de l'album Paradize et sur le single Mao Boy! édition puzzle « Bas ». Cette chanson est également disponible sur l'album anniversaire Paradize+10 (piste 13 du CD 2).
- Comateen II : inédit enregistré en 2001 et figurant sur un DVD offert avec les 30 000 premiers exemplaires de l'album Paradize
- Glory Hole : inédit enregistré en 2001 et figurant sur le single J'ai demandé à la lune (titre joué sur scène lors du Paradize Tour)
- 9 9 9 : Inédit issu des sessions d'enregistrements d’Alice et June, d'abord proposé en téléchargement sur un site de téléchargement belge et figurant par la suite sur le single Adora
- Pénétration et Beauty Queen deux morceaux exclusifs et non édités, de l'album Alice et June qui ont été diffusés lors d'une lecture du livre de Chloé Delaume La dernière fille avant la guerre.

### Reprises
Par Indochine
- Un éléphant me regarde : reprise d'Antoine en version punky jouée sur scène entre 1981 et 1983 (présentée sous le titre La fumée dans les yeux)
- L'Opportuniste : reprise de Jacques Dutronc sur scène et sur l'album L'Aventurier ainsi que sur un album hommage avec lui, sorti en 2015, Joyeux Anniversaire M'sieur Dutronc.
- Dieu est un fumeur de havanes : reprise de Serge Gainsbourg et Catherine Deneuve par Nicola Sirkis et Axelle Renoir, interprétée en 1995 dans les émissions de radio Pollen et Top Live
- Mes Regrets : reprise de Michel Polnareff, à l'occasion du Wax Tour, figurant sur les CD et DVD live Indo Live.
- Seasons in the Sun : reprise du Moribond de Jacques Brel pour une émission de télévision, dernier morceau enregistré avec Stéphane
- Wonderwall : reprise d'Oasis durant le Dancetaria Tour, chanté par Boris Jardel
- Smalltown Boy : reprise de Bronski Beat enregistré au Zénith de Paris le 16 novembre 2002 et figurant sur le single Marilyn
- You Spin Me Round (Like a Record) : reprise de Dead or Alive lors de concerts particuliers comme à Bercy le 19 mai 2007, à Arras le 30 juin 2007 ou encore à Colmar le 18 août 2007 à l'occasion de l'ultime concert du Alice et June Tour. Le groupe a par la suite enregistré ce titre au profit de Reporters sans frontières. Cette reprise a été incluse sur le cd de l'édition limitée de La République des Meteors
- Rock'N'Roll Queen : reprise de The Subways lors de concerts particuliers comme à Colmar le 18 août 2007, ou lors de la tournée Le Dernier Petit Tour d’Alice et June.
- Je t'aime tant : reprise de Elli et Jacno figurant sur l'album La République des Meteors.
- Personal Jesus : reprise de Depeche Mode enregistrée pour l'émission Taratata le 14 janvier 2010.
- Lips Like Sugar : reprise de Echo and the Bunnymen enregistrée le 5 novembre 2011 au studio Davout et figurant sur le DVD bonus de Paradize +10.

De Indochine
- Tes yeux noirs par Star Academy en 2001
- L'Aventurier par Nada Surf en 2003
- J'Ai demandé à la lune par Mickey 3D sur l'album Live à Saint-Étienne en 2004
- J'ai demandé à la lune par la chorale Vox Angeli sur leur premier album, et par la chorale belge Scala & Kolacny Brothers. Cette dernière a d'ailleurs accompagné le groupe lors de leur tournée Paradize Tour et a participé aux enregistrements de Starlight et de Morphine, parus sur l'album Alice et June.
- 3e sexe par Miss Kittin en 2004, puis par la Nouvelle Star en 2007
- Trois nuits par semaine par Brett en 2005
- Savoure le rouge par Stefie Shock en 2006
- Les Tzars par le groupe de black métal symphonique Anorexia Nervosa
- Un singe en hiver repris par Raphael durant un concert acoustique au Cirque Royal à Bruxelles.
- L'Aventurier repris par Quentin Mosimann dans son premier album en 2008.
- Les Enfoirés ont également repris, lors de medleys, quelques chansons d'Indochine lors de leurs spectacles : L'Aventurier en 2000 (Medley 'Les Héros', interprété par Jean-Jacques Goldman), J'ai demandé à la lune en 2004 (Medley 'Les Astres', interprété par Zazie et MC Solaar), Trois nuits par semaine en 2008 (Medley 'Le secret des chiffres', interprété par Jenifer) et en 2011, J'ai demandé à la Lune dont les paroles ont été légèrement modifiées pour donner le titre On demande pas la Lune et 3e Sexe (Medley 'Troisième Sexe', interprété par 17 artistes).

### Collaborations
- En 2004, Nicola Sirkis a chanté avec la chorale Scala & Kolacny Brothers Le Grand Secret pour la première de la tournée de leur album Respire.
- En 2005, Nicola Sirkis a enregistré un duo avec le groupe français ACWL intitulé Quand viendra l'heure figurant sur l'album Une vie plus tard.
- En 2008, Nicola Sirkis a enregistré deux duos avec le groupe Dead sexy inc pour leur album Kamikaze.
- En 2014, Nicola Sirkis chante Hexagone sur l'album de reprises des chansons de Renaud La Bande à Renaud, ainsi que P'tite conne sur le volume 2.
- En 2015, Nicola Sirkis interprète L'Opportuniste en duo avec Jacques Dutronc sur l'album Joyeux Anniversaire M'sieur Dutronc sorti à l'occasion des 70 ans du chanteur.
- En 2017, Nicola Sirkis chante Gloria en duo avec Asia Argento, et il existe une version italienne de cette même chanson.
- En 2020, Nicola Sirkis réalise une reprise de 3e Sexe (3SEX) en duo avec Christine and the Queens.
- En 2022, Nicola Sirkis a enregistré un duo avec Moby intitulé "This Is Not Our World (Ce n'est pas notre monde)".
- En 2025, Nicola Sirkis chante sur la reprise de Lola par Superbus et Hoshi qui apparaîtra ensuite sur l'album OK KO.